# Blind Fate (film 1914)
Blind Fate è un cortometraggio muto del 1914 diretto da Cecil M. Hepworth.

## Trama
Una ragazza cieca si accorge che l'assassino di suo padre ha un dito rotto. Quando guarisce, riuscirà a farlo confessare.

## Produzione
Il film fu prodotto dalla Hepworth.

## Distribuzione
Distribuito dalla Hepworth, il film - un cortometraggio in due bobine - uscì nelle sale cinematografiche britanniche nel gennaio 1914. Negli Stati Uniti venne distribuito con il titolo Blind Faith il 23 febbraio 1914 dalla Blinkhorn Photoplays.
Fu distrutto nel 1924 dallo stesso produttore, Cecil M. Hepworth. Fallito, in gravissime difficoltà finanziarie, Hepworth pensò in questo modo di poter almeno recuperare il nitrato d'argento della pellicola.